# Cabera neodora
Cabera neodora là một loài bướm đêm trong họ Geometridae.